# The Chronicles of Narnia
The Chronicles of Narnia (bra: As Crônicas de Nárnia; prt: As Crónicas de Nárnia) é uma série de sete romances de alta fantasia, escrita pelo autor irlandês C. S. Lewis. É a obra mais conhecida dele, e esta série é considerada um clássico da literatura, tendo vendido mais de 120 milhões de cópias mundialmente, e figura como uma das obras literárias mais bem sucedidas e conhecidas de todos os tempos, tendo sido traduzida em 47 idiomas. Escritas por Lewis entre 1949 e 1954, as Crônicas de Nárnia foram adaptadas diversas vezes, inteiramente ou parcialmente, para a rádio, televisão, teatro e cinema. Além dos tradicionais temas cristãos, a série usa elementos da mitologia grega e nórdica, bem como os tradicionais contos de fadas.
As Crônicas de Nárnia apresentam, geralmente, as aventuras de crianças que desempenham um papel central e descobrem o ficcional Reino de Nárnia, um lugar onde a magia é corriqueira, os animais falam, e ocorrem batalhas entre o bem e o mal. Em todos os livros (com exceção de "O Cavalo e seu Menino") os personagens principais são crianças do nosso mundo (a Terra), que são magicamente transportadas para Nárnia a fim de serem ajudadas e instruídas pelo Grande Leão conhecido como Aslam (ou Aslan, dependendo da tradução).
Ainda durante sua infância, Lewis criava ilustrações para as histórias que escrevia. Quando o livro O Leão, a Feiticeira e o Guarda-Roupa estava prestes a ser publicado, ele havia pensado na possibilidade de ilustrá-lo, mas acabou solicitando uma desenhista profissional, Pauline Baynes, que na época tinha pouco mais de vinte anos de idade, mas já havia ilustrado o último livro do autor J. R. R. Tolkien (chamado Mestre Gil de Ham). Lewis, então, decidiu que ela seria a pessoa ideal para ilustrar as personagens e os fantásticos seres em O Leão, a Feiticeira e o Guarda-Roupa; assim, ela acabou ilustrando os sete livros da série.
No Brasil, a série As Crônicas de Nárnia foi editada inicialmente pela ABU Editora, e era praticamente desconhecida até o filme The Chronicles of Narnia: The Lion, the Witch and the Wardrobe, uma adaptação do primeiro livro da série, lançado em 2005. Isso fez com que os livros fossem os mais vendidos no país naquele ano.

## Volumes da série
Todos os sete volumes de As Crônicas de Nárnia foram escritos entre 1949 e 1954, tendo sido publicados originalmente no Reino Unido pela editora HarperCollins entre 1950 e 1956.
Lewis lançou inicialmente O Leão, A Feiticeira e o Guarda-Roupa (no original "The Lion, the Witch and the Wardrobe") em 1950, sem ter a intenção de produzir uma série de livros. Entretanto, encorajado pelas críticas positivas do público e de amigos (incluindo J. R. R. Tolkien, autor de O Senhor dos Anéis, de quem Lewis era grande amigo), o autor decidiu prosseguir, no ano seguinte, escrevendo outros livros contando outras histórias do mundo de Nárnia, as quais Lewis já estava desenvolvendo desde antes da publicação de O Leão, a Feiticeira e o Guarda-Roupa.
Ao longo do processo de escrita dos demais livros, que levou cerca de quatro anos, até 1954, Lewis aproveitou para retomar partes anteriores da história para preencher lacunas deixadas no primeiro livro e poder, ao mesmo tempo, contar o que ocorria posteriormente ao primeiro livro. Por isso a ordem de publicação não coincide com a ordem cronológica, que é estruturada através dos eventos que ocorrem nas histórias dos livros.
A ilustradora original foi a britânica Pauline Baynes, que fazia os desenhos à base de caneta de tinta, comuns nos livros publicados na época. Ao longo das décadas posteriores, a série se tornou um ícone da literatura fantástica, vendendo os sete livros da série juntos, até a atualidade, mais de 120 milhões de cópias em 68 países em que foram publicados, tendo sido traduzida em 47 idiomas — incluindo, francês, alemão, italiano, espanhol, português, sueco, irlandês, russo, grego, chinês, dinamarquês, norueguês, polonês, finlandês, turco, ucraniano, coreano, croata, hindi e japonês. Abaixo, serão apresentados as sinopses dos livros da série, em ordem de publicação.

### The Lion, the Witch and the Wardrobe(1950)
O Leão, a Feiticeira e o Guarda-Roupa (em inglês:  The Lion, the Witch and the Wardrobe), concluído no inverno de 1949 e publicado em 1950, é o primeiro romance da série em ordem de publicação; porém, o segundo em ordem cronológica. Narra a história de quatro crianças humanas: Pedro, Susana, Edmundo e Lúcia Pevensie, que através de um antigo e misterioso guarda-roupa, chegam ao mundo de Nárnia, um exuberante país que enfrenta um terrível e prolongado inverno, imposto pela falsa rainha do país, Jadis (a Feiticeira Branca), e que já completava cem anos. Com a ajuda do grande e poderoso leão Aslam, os irmãos Pevensie devem derrotar à terrível feiticeira e trazer a paz de volta à Nárnia e a todos os que nela habitam.

### Prince Caspian(1951)
Príncipe Caspian (em inglês:  Prince Caspian ou até mesmo Prince Caspian: The Return to Narnia), concluído no outono de 1949 e publicado em 1951, é o segundo livro da série a ser publicado; porém, o quarto em ordem cronológica. Narra o retorno dos irmãos Pevensie à Nárnia, lugar onde passaram 1300 anos, enquanto que no nosso mundo apenas tinha passado um. Durante esse tempo, muitas coisas aconteceram: os telmarinos (humanos que vivem em Telmar) invadem à Nárnia, desmatando os bosques e assassinando as criaturas narnianas. É nesse momento que os Pevensie conhecem Caspian X, um bondoso príncipe telmarino. Logo após, eles deverão derrotar o telmarino e falso rei de Nárnia, Miraz (tio de Caspian), o atual comandante destes massacres no país. Para este plano se concretizar, eles terão novamente a ajuda de Aslam.

### The Voyage of the Dawn Treader(1952)
A Viagem do Peregrino da Alvorada ou A Viagem do Caminheiro da Alvorada (em inglês:  The Voyage of the Dawn Treader), concluído no inverno de 1950 e publicado em 1952, é o terceiro livro da série a ser publicado; porém, o quinto em ordem cronológica. Nesta fantasia, apenas Edmundo e Lúcia Pevensie retornam à Nárnia, além do seu incômodo e emburrado primo Eustáquio Mísero. Juntos de Caspian X (que já era o rei de Nárnia) e do rato Ripchip, eles viajam a bordo do navio Peregrino da Alvorada, pois devem encontrar os sete fidalgos banidos por Miraz. Eles enfrentarão diversos perigos e aventuras em inúmeras ilhas, e como sempre, contarão com a ajuda de Aslam.

### The Silver Chair(1953)
A Cadeira de Prata, ou O Trono de Prata (em inglês:  The Silver Chair), concluído por Lewis na primavera de 1951 e publicado em 1953, é o quarto livro da série em ordem de publicação, o sexto em ordem cronológica, e o primeiro em que os irmãos Pevensie não aparecem. Nesta fantástica aventura, apenas Eustáquio Mísero e sua amiga de escola, Jill Pole, vão à Nárnia; estando lá, eles devem encontrar o Príncipe Rilian, o filho desaparecido do rei Caspian X (agora, uma pessoa idosa à beira da morte). Com os conselhos de Aslam, Eustáquio e Jill devem percorrer Nárnia em busca de Rilian, e acabam por descobrir que o príncipe foi sequestrado e hipnotizado pela Feiticeira Verde, que planeja, através do próprio Rilian, tomar Nárnia.

### The Horse and his Boy(1954)
O Cavalo e seu Menino, ou O Cavalo e seu Rapaz (em inglês:  The Horse and his Boy), concluído na primavera de 1950 e publicada em 1954, é a quinta fantasia da série a ser publicado; porém, é o terceiro em ordem cronológica, pois se passa na Era de Ouro em Nárnia (ou seja, durante o reinado dos irmãos Pevensie). Narra a história do cavalo falante Bri e do garoto Shasta, ambos detidos em cativeiro na Calormânia. Durante a fuga, estes descobrem que a Calormânia pretende invadir Nárnia através da Arquelândia. Agora eles devem impedir que este ataque ocorra; para isto, passarão por incríveis aventuras, junto de Aravis e Huin.

### The Magician's Nephew(1955)
O Sobrinho do Mago, ou O Sobrinho do Mágico (em inglês:  The Magician's Nephew), concluído em 1954 e publicado em 1955, é o sexto livro da série a ser publicado, e o primeiro em ordem cronológica. Este romance narra os acontecimentos nos primórdios de Nárnia, preenchendo as lacunas deixadas no livro O Leão, a Feiticeira e o Guarda-Roupa. Através de uns anéis mágicos fabricados por André Ketterley (também conhecido como Tio André), Digory Kirke e Polly Plummer viajam até Charn, um mundo muito antigo sem vida, onde acabam por libertar acidentalmente à feiticeira branca: Jadis. Depois de muitos acontecimentos, eles chegam a um mundo que estava sendo criado por Aslam: Nárnia. O livro também relata a origem do guarda-roupa e de como ele foi parar no nosso mundo.

### The Last Battle(1956)
A Última Batalha (em inglês:  The Last Battle), concluída na primavera de 1953 e publicada em 1956, é a última fantasia a ser publicada, e também o último em ordem cronológica. Depois que a Calormânia, juntamente como seu líder Tash, invadem Nárnia, ocorre uma grande e violenta guerra. Aslam, então, decreta o fim de Nárnia, fazendo as estrelas descerem do céu, o sol se apagar, e inundando todo o resto. Todos os humanos e criaturas boas e fiéis a Aslam, vão para o paraíso conhecido como País de Aslam; lá, todos os "amigos de Nárnia" (os Pevensie, Caspian X, Eustáquio, Jill, Digory, Polly) se encontram, exceto Susana Pevensie, que havia "esquecido-se" de Nárnia por causa das coisas materialistas.

## Ordem de leitura
Os fãs da série As Crônicas de Nárnia possuem fortes opiniões sobre o correto modo de ler-se os livros da série. No início, os livros não eram numerados; a primeira editora americana que numerou os romances foi a Macmillan, que colocou número nos livros seguindo a ordem em que foram publicados. Quando a editora HarperCollins assumiu a série no ano de 1994, os livros foram renumerados, seguindo a ordem cronológica, tal como foi sugerido pelo enteado de C.S.Lewis, Douglas Gresham.
| Ordem de Publicação                   | Ordem Cronológica                     |
| ------------------------------------- | ------------------------------------- |
| O Leão, a Feiticeira e o Guarda-Roupa | O Sobrinho do Mago                    |
| Príncipe Caspian                      | O Leão, a Feiticeira e o Guarda-Roupa |
| A Viagem do Peregrino da Alvorada     | O Cavalo e seu Menino                 |
| A Cadeira de Prata                    | Príncipe Caspian                      |
| O Cavalo e seu Menino                 | A Viagem do Peregrino da Alvorada     |
| O Sobrinho do Mago                    | A Cadeira de Prata                    |
| A Última Batalha                      | A Última Batalha                      |

Lewis publicou inicialmente O Leão, A Feiticeira e o Guarda-Roupa em 1950, sem ter a intenção de produzir uma série de livros. Ao seguir escrevendo outros livros, aproveitou para retomar partes anteriores da história para preencher lacunas deixadas no primeiro livro. Por isso a ordem de publicação não coincide com a ordem cronológica dos eventos que ocorrem nas histórias dos livros. Não existe uma ordem oficial para a leitura dos livros, mas duas delas são mais conhecidas. Uma coloca os livros na ordem cronológica dos eventos que ocorrem ao longo da série, e a outra na ordem de publicação.
- Na Ordem Cronológica, o livro O Sobrinho do Mago, que narra acontecimentos que antecedem O Leão, A Feiticeira e o Guarda-Roupa, aparece em primeiro lugar, e o livro O Cavalo e seu Menino, que narra acontecimentos que ocorrem no tempo descrito no livro O Leão, A Feiticeira e o Guarda-Roupa, aparece em seguida deste. Esta ordem foi sugerida por um leitor dos livros da série para o próprio Lewis, que gostou da ideia, mas nunca a tomou como oficial. Várias edições dos livros os colocam nesta ordem.
- Na Ordem de Publicação, os livros seguem a ordem em que foram publicados. Aqueles que defendem esta ordem de leitura, comentam que nessa sequência o leitor explora o universo criado por Lewis na ordem em que ele foi imaginado pelo autor. Isso tornaria a história mais coerente, alegando, por exemplo, que a verdadeira apresentação inicial de Aslam está no livro O Leão, A Feiticeira e o Guarda-Roupa (o primeiro a ser publicado), e não em O Sobrinho do Mago (o primeiro em ordem cronológica). Muitos leitores, fãs e críticos, acreditam de que este seja o modo correto de se ler a série, pois em O Leão, A Feiticeira e o Guarda-Roupa (primeiro livro em ordem de publicação; porém, o segundo em ordem cronológica), Nárnia é explorada, tomando conhecimento ao decorrer do livro. Já no romance O Sobrinho do Mago (sexto livro em ordem de publicação; porém, o primeiro em ordem cronológica), Nárnia foi exibida de um modo "familiarizado" aos leitores.

## Paralelos cristãos
Segundo especialistas em literatura e cristãos, Aslam é uma alegoria, uma referência a Jesus, pois os valores e atos praticados por Aslam são semelhantes ao de Cristo.
Refere-se a Aslam também como filho do Imperador de Além Mar, este que representa Deus, reforçando o papel de Aslam como Cristo. O autor diz que Aslam é uma visão representativa de Cristo, e mostra que esta seria uma forma que Jesus assumiria se fosse até um mundo fantástico como Nárnia. Por isso, quase sempre o que Aslam faz ou diz ao longo das histórias, possui paralelos cristãos.
Em O Leão, a Feiticeira e o Guarda-Roupa, Aslam sacrifica-se no lugar de Edmundo Pevensie para livrá-lo da morte, o que assemelha-se com o sacrifício de Jesus no Calvário para libertar os seres humanos da morte eterna (o inferno). Aslam também ressucita assim como Jesus.
Aslam também é criador de Nárnia, como é narrado em O Sobrinho do Mago, fazendo toda a terra através de seu canto. De certa forma, esta posição de criador para Aslam não é conflitante com a visão de criação do Livro Bíblico do Gênesis, pois pela visão do Novo Testamento, Jesus também tomou parte na criação.
Outra possível referência cristã, é a sua transfiguração em cordeiro no livro A viagem do Peregrino da Alvorada, também uma referência a Jesus Cristo, como descrito em Apocalipse 7:10: "Salvação ao nosso Deus, que está assentado sobre o trono, e ao Cordeiro". No fim do livro, Edmundo, Lúcia e Eustáquio caminham pela praia procurando seu caminho, e encontram um cordeiro que os chama para almoçar. Os meninos olham e veem que há alguns peixes sendo assados. Enquanto eles falam com o cordeiro, este se transforma no leão, e eles descobrem que falavam com Aslam. Para quem já leu os Evangelhos Bíblicos, devem lembrar-se da passagem de João 21, onde Jesus se revela a alguns discípulos estando também numa praia, e com brasas preparadas para assar os peixes. Curiosamente essa forma se mostra no País de Aslam, com o qual podemos estabelecer um paralelo com o Paraíso, onde Jesus é constantemente declarado como "o Cordeiro", conforme é descrito no Livro Bíblico do Apocalipse.
— Por favor, Cordeiro — disse Lúcia —, é este o caminho para o país de Aslam?
— Para vocês, não — respondeu o Cordeiro. — Para vocês, o caminho de Aslam está no seu próprio mundo.
— No nosso mundo também há uma entrada para o país de Aslam? — perguntou Edmundo.
— Em todos os mundos há um caminho para o meu país — falou o Cordeiro. E, enquanto falava, sua brancura de neve transformou-se em ouro quente, modificando-se também sua forma. E ali estava o próprio Aslam, erguendo-se acima deles, e irradiando luz de sua juba. (...)
— Nosso mundo é Nárnia — soluçou Lúcia. — Como poderemos viver sem vê-lo?
— Você há de encontrar-me, querida — disse Aslam.
— Está também em nosso mundo? — perguntou Edmundo.
— Estou. Mas tenho outro nome. Têm de aprender a conhecer-me por esse nome. Foi por isso que os levei a Nárnia, para que, conhecendo-me um pouco, venham a conhecer-me melhor.
A Última Batalha aparece para finalizar o conjunto de paralelos bíblicos presentes em toda a série. Do mesmo modo que O Leão, A Feiticeira e o Guarda-Roupa está relacionado ao evangelho, e O Sobrinho do Mago com a criação, este livro está relacionado com o Apocalipse, mostrando a destruição de Nárnia e a revelação da Verdadeira Nárnia, onde todos passariam a eternidade.
Há inclusive um paralelo entre o Anticristo e o velho macaco Manhoso. Na Bíblia, o Anticristo é também chamado de falso profeta, papel que o velho macaco assume ao se dizer suposto porta-voz de Aslam, usando o inocente amigo burro Confuso para isso.
Também são tratados outros temas, como o julgamento, a morte, a salvação e a eternidade. Todos os habitantes de Nárnia são julgados, e apenas aqueles que são considerados justos e virtuosos ganham o direito de ir para a Verdadeira Nárnia através da porta aberta no ar por Aslam.
Lewis aborda questões delicadas sobre a salvação, quando fala sobre Susana e o calormano Emeth. Susana não está presente na entrada para a Verdadeira Nárnia, pois, segundo o livro, ela não era mais amiga de Nárnia por estar mais interessada em lingeries, maquiagens e compromissos sociais.
Alguns entendem que isso era consequência de que ela simplesmente "se esqueceu" de Nárnia por preferir as coisas materiais do mundo. De fato, Lewis e seu amigo J. R. R. Tolkien eram grandes opositores do materialismo. O mais provável é que Lewis quis demonstrar que alguns cristãos, fiéis a Jesus Cristo, iriam se perder ao abandoná-lo por seu próprio prazer.
O livro também mostra que os calormanos são pessoas que usam turbantes e são adoradores de Tash, que é tido como alusão a Satanás, de forma semelhante que Aslam é aludido com Jesus Cristo.
Os reis e rainhas de Nárnia repreendem Tash fazendo-o desaparecer em nome de Aslam e de seu Pai, o Imperador de Além Mar.
Em um diálogo, Lúcia diz: «No nosso mundo também já aconteceu uma vez que, dentro de uma certo estábulo, havia uma coisa que era muito maior que o nosso mundo inteiro», fazendo referência ao nascimento do próprio Cristo.
«Eu sou o Alfa e o Ômega, o princípio e o fim», diz o Senhor, «que é, e que era, e que há de vir, o Todo-Poderoso».— Apocalipse 1:8
E disse-me um dos anciãos: «Não chores; eis aqui o Leão da tribo de Judá, a raiz de Davi, que venceu, para abrir o livro e desatar os seus sete selos».— Apocalipse 5:5
A questão do cristianismo nestes romances, se tornou o ponto focal de muitos livros.

### Opinião de J. R. R. Tolkien
J. R. R. Tolkien foi um grande amigo de C. S. Lewis, um autor de inúmeras obras literárias, e também o responsável pela conversão de Lewis ao Cristianismo. Tolkien e Lewis, juntamente de outros escritores, faziam parte do grupo "The Inklings", que consistia na discussão das histórias criadas pelos autores deste mesmo grupo. No entanto, Tolkien não estava entusiasmado com as histórias de Lewis, pois em parte, discordava com o modo de empregar as criaturas mitológicas de uma forma que poderia não agradar ao público, principalmente àquele que fosse cristão ou soubesse que Lewis era convertido ao Cristianismo, já que a mitologia é considerada como paganismo para certas religiões. Tolkien também criticou alguns atos relatados nas histórias, como as viagens entre o nosso mundo e Nárnia. Embora houvesse criticado em diversos pontos as histórias de Lewis, Tolkien alegou que o enredo desta história seria um instrumento para emitir-nos valores cristãos e bíblicos.

## Influências sobre Nárnia

### Vida de Lewis
Lewis agregou, diversas vezes, acontecimentos de sua vida nas histórias da série. Nascido em Belfast, Irlanda, Lewis mudou-se para um local na orla da cidade, quando ainda tinha sete anos. A nova casa continha longos corredores e muitas salas vazias, onde Lewis e seu irmão imaginavam viajar entre mundos ao mesmo tempo em que exploravam a casa. Do mesmo modo como Caspian X e Rilian, Lewis perdeu precocemente sua mãe. Durante sua juventude na Inglaterra, Lewis tinha que embarcar em trens para chegar à escola, o que possui coerência e coesão com a trajetória dos irmãos Pevensie. Durante a Segunda Guerra Mundial muitas crianças eram evacuadas de Londres para outros locais por causa dos ataques aéreos. Nesse período, algumas crianças ficaram abrigadas na casa de Lewis, inclusive uma garota chamada Lucy Barfield  (Lúcia em português brasileiro), fazendo-nos lembrar a hospedagem de Lúcia Pevensie e seus irmãos na casa do Professor Kirke.

### Acontecimentos históricos
Em diversas ocasiões nos romances da série, Lewis transforma alguns fatos e acontecimentos históricos mundiais em ficção; geralmente o autor usa esses exemplos como crítica ao comportamento da humanidade e aos atos praticados pelo homem. No romance O Leão, a Feiticeira e o Guarda-Roupa, Jadis, a Feiticeira Branca (representada como uma ímpia, tirana, corrupta e falsa-rainha), alega ser "a governanta serva do Imperador de Além Mar", já que supostamente foi enviada por tal. O Imperador de Além Mar é uma divinidade no mundo de Nárnia; um deus. Muitos fãs, leitores e críticos acreditam que Lewis esteja lembrando sobre acontecimentos ocorridos durante a Idade Média na Europa, onde Reis e Rainhas alegavam ser enviados de Deus para possuírem "poderes" sobre o reino, episódio conhecido como Absolutismo. Na Irlanda Medieval, havia uma tradição na qual os 'Grandes Reis' governavam sobre os reis, rainhas ou príncipes "menores", assim como o Reinado dos Pevensie. Em um certo capítulo no livro O Sobrinho do Mago, novamente a personagem Jadis destrói o seu mundo natural, conhecido como Charn, através de uma magia conhecida como Palavra Execrável. Muitos leitores acreditam que ao escrever isso, Lewis teria criticado a manipulação e o uso de armas nucleares, pois o livro foi concluído no período da Guerra Fria. O personagem Aslam alega ao final do livro:
| “ | Não é impossível que um homem perverso de sua raça descubra um segredo tão pavoroso quanto o da Palavra Execrável; use este segredo para destruir todas as coisas vivas. Breve, muito em breve, antes que envelheçam, grandes nações em seu mundo serão governadas por tiranos parecidos com a imperatriz Jadis: indiferentes à alegria, à justiça e ao perdão. Avisem seu mundo deste grande perigo. | ” |

### Influências mitológicas
C.S.Lewis complementou a fauna de Nárnia usando seres ficcionais da mitologia grega e mitologia nórdica, como por exemplo: centauros (mitologia grega) e anões (mitologia nórdica). Antes de escrever os livros da série, Lewis havia lido amplamente sobre Literatura Medieval Celta, que influiu ao longo de todos os livros, principalmente em A Viagem do Peregrino da Alvorada, no qual o livro se baseia no conto immrama (pronunciado Mi-rah-vuh), no qual o conto narra a história onde os personagens principais navegam pelos mares enfrentando dificuldades e perigos para chegarem em uma ilha. No romance O Leão, a Feiticeira e o Guarda-Roupa, Lewis escreve, em um trecho, que a personagem conhecida como Feiticeira Branca se passa por Filha de Eva, quando na verdade ela é descendente de Lilith. Lilith é uma personagem mitológica, que segundo as lendas sobre ela, teria sido a primeira esposa de Adão e a responsável pela aparição da serpente no Jardim do Éden; enquanto outros acreditam que ela seja a própria serpente. Ao decorrer dos livros da série, são apresentados seres mitológicos e lendários como faunos, centauros, minotauros, dríades, sereias, gigantes, dragões, duendes, pégasos, grifos, sátiros, unicórnios, animais falantes, entre outros, que são popularmente conhecidos pelo público por diversas outras séries que apresentam estes seres fantásticos.

### Nome
A origem do nome "Nárnia" é incerto, uma vez que nem o próprio C. S. Lewis, em vida, deu informações sobre a fonte de inspiração que o levou a criar tal nome. Segundo o livro Pul Ford's Companion to Narnia, o nome do país ficcional não é uma alusão à antiga cidade de Narni, localizada onde hoje está a Itália, que foi conquistada em 299 a.C. pelo Império Romano e renomeada como 'Narnia' pelos romanos. Contudo, Lewis havia estudado clássicos em Oxford, onde possivelmente encontrou algumas referências sobre a cidadela de Narni na literatura latina. Existe também a possibilidade de que Lewis pudesse ter usado como referência para criação do nome "Nárnia" o texto alemão datado de 1501, Lucy von Narnia ("Lúcia de Nárnia", em tradução literal para o português), escrito por Hércules I d'Este. É muito provável que Lewis tivesse tido acesso a esse texto no original durante seus estudos sobre literatura medieval e renascentista. Tal explicação também pode mostrar da onde o autor retirou a inspiração para batizar uma das principais personagens da série, a doce Lúcia Pevensie (no original "Lucy Pevensie"), que tem papel fundamental no primeiro volume de As Crônicas de Nárnia, tal qual a personagem homônima do texto alemão. Entretanto, mesmo assim, é mais provável que Lewis tenha batizado a personagem como "Lucy" com a finalidade de homenagear sua sobrinha, Lucy Barfield (1934–2003), a quem o autor dedica O Leão, a Feiticeira e o Guarda-Roupa e que seria, inclusive, a personificação real da personagem.
Outra provável origem, talvez, possa ser uma palavra da língua fictícia sindarin, desenvolvida pelo professor e filólogo J. R. R. Tolkien, autor de O Senhor dos Anéis e amigo íntimo de Lewis, onde a palavra "Narn-îa" significaria algo semelhante à "profundeza dos contos". Esse teoria é amparada não só pelo fato da forte amizade de Lewis e Tolkien, e por conseguinte, no fato da probabilidade de que o primeiro tivesse livre acesso aos manuscritos desse último. Inevitavelmente, também, pelo fato de que Lewis foi uma das principais pessoas (se não a principal) a ajudar Tolkien na criação de seu universo fantástico, lendo manuscritos originais e dando sua opinião sobre a história e o desenvolvimento de sua mitologia, incluindo a língua. Então, é bem provável que, ao longo desse processo, Lewis tivesse lido tal termo — e com a  concessão ou não de Tolkien — e o usado como base para a criação do nome do reino fantástico de suas histórias, que, por sinal, foram escritas posteriormente às de O Senhor dos Anéis.

## Controvérsias

### Sexismo
O autor da série, C.S.Lewis, recebeu várias críticas ao longo dos anos; muitas delas por colegas autores. A maior parte delas resume-se na forma de sexismo no qual Lewis tratou a personagem Susana Pevensie no romance A Última Batalha, onde descreve que a personagem havia esquecido-se de Nárnia por causa de 'batons, náilons e convites'. A autora JK Rowling, responsável pela série Harry Potter, disse o seguinte:

Chega um ponto em que Susana, que era a garota mais velha, se afasta de Nárnia porque fica interessada em batom. Ela tornou-se irreligiosa basicamente porque encontrou sua sexualidade. Tenho um grande problema com esta questão de Susana.
Philip Pullman, autor da série literária His Dark Materials, muito crítico aos livros de Lewis até ser apelidado de "Anti-Lewis", chama As Crônicas de Nárnia como "monumento de desprezo feminino", interpretando a passagem de Susana na seguinte forma:

Susana, assim como uma "Cinderela", está prestes a sofrer uma mudança de fase de sua vida para outra. Não aprovo isso de Lewis. Ele não gostava de mulheres ou sexualidade em geral, pelo menos enquanto escrevia os livros. Lewis estava assustado e horrorizado com a ideia do crescimento.
Por sua vez, o editor do Fan-magazine ("Revista-fã") chamado Andrew Rilstone, opõe esta opinião, afirmando que 'os batons, náilons e convites' citados no livro, são retirados de seu contexto. Estes afirmam que em A Última Batalha, Susana está excluída de Nárnia porque ela não acredita mais nesse mundo. Ao final do livro, Susana ainda está viva e pode acabar juntando-se novamente a sua família. Além disso, Susana, já  é adulta e com maturidade sexual, é vista como algo positivo em O Cavalo e seu Menino. Portanto, 'os batons, náilons e convites' podem ser razões improváveis para a sua exclusão de Nárnia.
É interessante ressaltar que Lewis apoia em citar o papel positivo das mulheres na série, como Jill Pole em A Cadeira de Prata, Aravis Tarcaína em O Cavalo e seu Menino, Polly Plummer em O Sobrinho do Mago, Lúcia Pevensie e a própria Susana em O Leão, a Feiticeira e o Guarda-Roupa.

### Racismo
Em um romance da série, especificamente em O Cavalo e seu Menino, há um local chamado Calormânia, no qual já foram planejados diversos ataques à Nárnia. Em outras palavras, é retratada como a cidade "vilã" de algumas histórias desta série. Os calormanos são retratados como pessoas de pele escura, com longas barbas e turbantes, que muitos traçam semelhanças com os árabes, apesar de que os costumes e a religião possuem mais semelhanças com o povo hindu. Pode ser ainda uma alusão aos lamanitas. Muitos críticos consideram racismo na parte de Lewis, que sempre descreve o povo calormano como algo ruim. Sobre o alegado racismo em O Cavalo e seu Menino, a editora jornalística Kyrie O'Connor escreve:
É simplesmente terrível. Embora as histórias do livros contenha suas virtudes, você não precisa ser uma pessoa com conhecimentos vastos para encontrar essas afirmações anti-árabes, anti-Leste ou anti-otomanas.
Há, porém, uma explicação mais natural. De fato, no nosso mundo, enquanto mais meridionais sejam as terras (aquelas junto à linha do Equador, e inclusive até ao fim do continente africano), mais escura será a pele das pessoas. Assim, Lewis teria seguido a mesma linha nos livros de Nárnia com a lógica existente no Nosso mundo:
- A Nárnia como a Europa.
- A Arquelândia como os países do norte africano (Marrocos, Argélia, Tunísia, Líbia e Egito).
- O Grande Deserto que separa Arquelândia de Calormânia, como o Deserto do Saara.
- E a população de Calormânia, como os povos da África Subsariana (de pele mais escura).

### Paganismo
Ao longo do tempo, Lewis recebeu críticas enviadas por alguns cristãos e organizações cristãs que entendem que As Crônicas de Nárnia possam ser uma "ferramenta ligada ao paganismo e ocultismo", por possuir temas considerados hereges, tais como a representação zoomórfica de Jesus Cristo como um leão, no caso de Aslam. A própria Bíblia, entretanto, utiliza a figura do leão como metáfora para descrever Jesus Cristo, denominado o Leão de Judá no livro do Apocalipse. Em cada história, Lewis empregou um significado bíblico, conhecido como "Paralelos Cristãos" ou "Temática Cristã", na qual a história faz referência a acontecimentos bíblicos, o que tem sido considerado paganismo por usar 'passagens bíblicas' em histórias ficcionais.

Quando entrares na terra que o Senhor teu Deus te der, não aprenderás a fazer conforme as abominações daquelas nações. Entre ti não se achará quem faça passar pelo fogo a seu filho ou a sua filha, nem adivinhador, nem prognosticador, nem agoureiro, nem feiticeiro, nem encantador, nem quem consulte a um espírito adivinhador, nem mágico, nem quem consulte os mortos; pois todo aquele que faz tal coisa é abominável ao Senhor; e por estas abominações o Senhor teu Deus os lança fora de diante de ti. Perfeito serás, como o Senhor teu Deus."— [Deuteronômio 18:9-13]
Esta polêmica agravou-se ainda mais por causa do emprego de criaturas mitológicas reunidas a estes paralelos cristãos, pois algumas Igrejas Cristãs acreditam que estórias e seres mitológicos são heresias. Lewis alegou dizendo que, através de contos ficcionais, com seres e criaturas mitológicas, os leitores (no caso, o público infanto-juvenil) aprenderiam um pouco mais sobre o Cristianismo representado em As Crônicas de Nárnia. 
Entretanto, muitas descrições bíblicas a respeito de seres celestiais são notoriamente fantásticas, havendo diversos profetas bíblicos cujas visões sobrenaturais (algumas tidas como descritivas da realidade metafísica, outras sendo presumivelmente alegóricas ou poéticas) descrevem, com riqueza de detalhes, querubins alados, com a aparência de homens, bois, águias e leões, às vezes com rodas incandescentes e até mesmo vários olhos, além de descrições de querubins que cavalgam e mulheres aladas, ora com asas de cegonha ora de águia. Por conseguinte, a descrição de seres fantásticos na obra de Lewis poderia ser considerada como um traço em comum com tal gênero da literatura bíblica, não havendo na própria Bíblia nenhum tipo de proibição específica contra esse tipo de imaginário fantástico, cujas representações são permitidas ou até mesmo ordenadas em alguns casos, contanto que não sirva a fins de idolatria como nas religiões politeístas, pois este uso é condenado nos dois primeiros mandamentos do Decálogo e em outros textos.

## Adaptações
Embora o próprio Lewis tivesse declarado, diversas vezes, em vida, ser contra a adaptação de sua obra para a televisão, teatro ou cinema, uma vez que, nas palavras do autor, estes não seriam capazes de retratar, com a fidelidade e perfeição desejadas, suas histórias. Mesmo assim, ao longo dos tempos, As Crônicas de Nárnia foram adaptadas diversas vezes para a televisão, rádio, teatros, e até mesmo para o cinema. Estas adaptações possuíram um grande desempenho, o que faz gerar cada vez mais adaptações na mídia. Com exceção das adaptações nas rádios e teatros, a série nunca foi adaptada inteiramente para a televisão ou cinema; ou seja, não são adaptados todos os sete livros da série. Geralmente, os "excluídos" são O Cavalo e seu Menino, O Sobrinho do Mago e A Última Batalha. Embora não sejam todos adaptados, As Crônicas de Nárnia possuem prêmios e diversas indicações.

### Televisão
O Leão, a Feiticeira e o Guarda-Roupa foi a primeira adaptação dos livros da série para a televisão, o que ocorreu em 1967, formado por dez episódios, contendo trinta minutos cada um. Foi dirigido por Helen Standage, e o roteiro foi escrito por Trevor Preston.
Em 1979, O Leão, a Feiticeira e o Guarda-Roupa foi adaptado novamente para a televisão, desta vez como desenho animado, produzido por Bill Meléndez e apresentado no Children's Television Workshop. O responsável pelo roteiro foi David D. Connell. Foi o primeiro filme de longa-metragem animado feito para televisão. Para ser liberado na televisão britânica, muitos personagens tiveram suas vozes regravadas por atores e atrizes britânicos, tais como Leo McKern, Arthur Lowe e Sheila Hancock. Mas a voz de Aslam, fornecida pelo norte-americano Stephen Thorne, permaneceu na nova versão.
De 1988 à 1990, quatro romances da série As Crônicas de Nárnia foram adaptados para a televisão e transformaram-se em sucessos da BBC. Apenas O Leão, a Feiticeira e o Guarda-Roupa, Príncipe Caspian, A Viagem do Peregrino da Alvorada e A Cadeira de Prata foram adaptados e foi ao ar de 13 de novembro de 1988 a 23 de dezembro de 1990 . Esta série de televisão foi produzida por Paul Stone, com o teleplay de Alan Seymour. O Leão, a Feiticeira e o Guarda-Roupa foi dirigido por Marilyn Fox, enquanto Príncipe Caspian, A Viagem do Peregrino da Alvorada e A Cadeira de Prata foram dirigidos por Alex Kirby. Eles ainda conseguiram um total de quatorze prêmios, incluindo um Emmy na categoria de Melhor Programa Infantil. Esta série televisiva já foi adaptada para DVD, VHS e Blu-Ray.

### Rádio
A primeira adaptação de As Crônicas de Nárnia para a rádio ocorreram na década de 1980 produzido pela BBC Radio 4, conhecida como "Tales of Narnia" (Contos de Nárnia), onde a série foi apresentada em um período de aproximadamente quinze horas.
Em 1991, Sir Michael Hordern produziu versões da série de uma forma resumida, onde foram acompanhadas por harpa de Marisa Robles, e flauta de Christopher Hyde-Smith. Foram relançados em 1997 pela rádio Collins Audio.
De 1999 a 2002 o grupo Focus on the Family produziu dramatizações dos sete romances da série, apresentados em seu programa conhecido como Rádio Teatro ou Teatral de Rádio. O elenco de vozes incluíam mais de cem atores, uma trilha orquestrada original, e um design de som digital com qualidade de cinema. A apresentação durou aproximadamente vinte e duas horas. O enteado de C.S.Lewis, Douglas Gresham, foi o responsável pela produção da série. No website do programa de rádio "Focus on the Family", consta o seguinte:

Entre o lampião até Cair Paravel, junto ao mar do oeste, está Nárnia, uma terra mística onde os animais têm o poder de falar… Faunos das florestas se associam aos homens… Forças das trevas, numa demanda pela conquista, avançam por todas as partes do mundo para ganhar a guerra contra o legítimo herdeiro do reino… E o Grande Leão Aslam é a única esperança. A este mundo encantado chega um grupo de viajantes incomuns. Esses meros garotos e garotas, quando estão diante do perigo, aprendem extraordinárias lições de coragem, auto-sacrifício, amizade e honra!

### Teatro
Em 1984, O Leão, a Feiticeira e o Guarda-Roupa foi adaptado para o teatro, apresentado no 'London's Westminster Theatre', produzido por Vanessa Ford Productions. Foi adaptada para os palcos por Glyn Robbins e dirigida por Richard Williams, onde o responsável pelo design foi Marty Flood. A turnê teatral no Westminster foi encerrada apenas em 1997. Outros livros de As Crônicas de Nárnia foram adaptados para o teatro, como A Viagem do Peregrino da Alvorada em 1986, O Sobrinho do Mago em 1988, e O Cavalo e seu Menino em 1990.
Em 1988, o "Royal Shakespeare Company" premiou O Leão, a Feiticeira e o Guarda-Roupa. A Crônica foi adaptada para o palco por Adrian Mitchell com música de Shaun Davey. Adrian Noble foi o diretor original do musical, Anthony Ward foi o responsável pelo design, e Lucy Pitman-Wallace foi a diretora do revival. A produção foi tão bem apreciada que apresentou-se nos feriados natalinos de 1998 a 2002, agora no 'Royal Shakespeare Theatre em Stratford'. Subsequentemente, a apresentação teatral foi transferida para para os teatros 'Londres no Barbican Theatre' e 'Sadler's Wells', onde fizeram apresentações limitadas. O jornal London Evening Standard escreveu:

(…) A bela recriação de Lucy Pitman-Wallace, a partir da produção de Adrian Noble, evoca todo o encanto e mistério deste conto mitológico complexo, sem nunca ser formal demais ao ponto de deixar de abarcar toques cômicos como o extravagante veado do campo, ou um castor com afazeres domésticos (…) Em nossa era de domínio da ciência e tecnologia, a fé tem se tornado gradativamente insignificante; mas por outro lado, nesta gloriosa e ressoante produção é possível entender o seu poder de atração.
A adaptação de Adrian Mitchell foi posteriormente estreada nos Estados Unidos com a equipe "Minneapolis Children's Theatre Company", vencedora do Tony Award em 2000. Esta foi sua primeira apresentação na costa leste, com a Seattle Children's Theatre encenando próximo às festividades natalinas de 2000 a 2003, que mais tarde seria reencenada durante a temporada de 2003 a 2004. Esta adaptação está licenciada para atuação no Reino Unido através de Samuel French.
Outra produção de O Leão, a Feiticeira e o Guarda-Roupa que foi notável, foi a produção comercial da companhia "Malcolm C. Cooke Productions" na Austrália (dirigida por Nadia Tass e descrita por Douglas Gresham), e da "Trumpets Theatre", conhecido por ser um dos melhores teatros comerciais das Filipinas.
Produções teatrais de As Crônicas de Nárnia têm se tornado popular entre profissionais, comunidades e teatros jovens durante o decorrer do tempo.

### Cinema
Uma versão cinematográfica de O Leão, a Feiticeira e o Guarda-Roupa, intitulado como The Chronicles of Narnia: The Lion, the Witch and the Wardrobe (As Crônicas de Nárnia: O Leão, a Feiticeira e o Guarda-Roupa), produzido pela Walden Media e distribuído pela Walt Disney Pictures, foi lançado em dezembro de 2005. O filme conquistou muitos fãs, dando notoriedade à série literária que era quase desconhecida em alguns países, como no Brasil. O filme foi dirigido por Andrew Adamson, que anteriormente só havia dirigido filmes de animação. O roteiro foi escrito por Ann Peacock. O longa-metragem foi gravado em lugares da Polônia, República Checa e Nova Zelândia. O filme ficou popular por seus grandes e belos efeitos especiais, usados principalmente para criar algumas criaturas ficcionais. O filme foi um sucesso de bilheteria no ano de 2005, arrecadando 745 milhões de dólares mundialmente.
A Disney produziu uma sequência, The Chronicles of Narnia: Prince Caspian (As Crônicas de Nárnia: Principe Caspian), lançada em maio de 2008 nos Estados Unidos. O filme custou caro (cerca de 225 milhões de dólares) e não obteve o retorno financeiro esperado nos Estados Unidos, obtendo em bilheteria apenas 141 milhões. Mas em compensação, no estrangeiro o filme teve uma bilheteria de 278 milhões, no total de 419 milhões mundiais. Com isso, A Disney anunciou que não iria financiar o terceiro filme, devido a limitações orçamentais.
A Twentieth Century Fox assumiu o projeto, e The Chronicles of Narnia: The Voyage of the Dawn Treader (As Crônicas de Nárnia: A Viagem do Peregrino da Alvorada), o terceiro filme da série, estreou em 10 de dezembro de 2010. A bilheteria deste foi um pouco mais baixa que a do filme anterior nos Estados Unidos com 104 milhões e fora com 311 milhões em um total de 415 milhões em bilheteria.
Em 1 de outubro de 2013, a C.S. Lewis Company anunciou que entrou em acordo com a The Mark Gordon Company para, juntos, desenvolverem e produzirem The Chronicles of Narnia: The Silver Chair (As Crônicas de Nárnia: A Cadeira de Prata no Brasil ou As Crónicas de Nárnia: O Trono de Prata em Portugal), seguindo então a ordem de publicação da série e não mais produzindo The Magician's Nephew. Mark Gordon e Douglas Gresham, junto com Vincent Sieber, diretor da C.S. Lewis Company de Los Angeles, vão servir como os produtores e irão trabalhar com a The Mark Gordon Company para desenvolverem o script.